# Milan Slavětínský
Milan Slavětínský, vlastním jménem Milan Mazaný (20. ledna 1930 Velký Týnec – 16. prosince 2001 Olomouc), byl český lékař, československý politik Československé strany socialistické a poslanec Sněmovny národů Federálního shromáždění za normalizace.

## Biografie
Pocházel z rodiny faráře Církve československé husitské. V roce 1949 složil maturitu na reálném gymnáziu v Litovli. V roce 1953 promoval na Lékařské fakultě Univerzity Palackého v Olomouci. Profesně začínal jako stomatolog na zdravotních střediscích na severní Moravě (Bohumín, Přerov, Prostějov), zároveň byl aktivní jako publicista (články o historii lékařství na Moravě). V roce 1969 mu profesor Miloslav Matoušek z katedry sociálního lékařství v Olomouci nabídl, aby zde nastoupil jako asistent. Zpracoval biografické portréty moravských lékařů a stati z dějin nemocniční péče v Prostějově a Olomouci, redigoval sborníky o olomoucké lékařské fakultě a přednášel na této škole. V roce 1982 získal titul docenta, v roce 1986 se stal vedoucím katedry sociálního lékařství, 1. dubna 1990 byl jmenován profesorem. V roce 1994 odešel do důchodu. Ve volném čase se zabýval sběrem lékařských historek, které publikoval v souborech Medicínské historky z Moravy (1990), Antologie českého lékařského humoru a Olomoucký Aeskulap se usmívá (2001). Zemřel tragicky v roce 2001.
K roku 1986 se profesně uvádí jako zástupce vedoucího katedry lékařské fakulty.
Ve volbách roku 1986 zasedl za ČSS do české části Sněmovny národů (volební obvod č. 70 - Olomouc, Severomoravský kraj). Ve Federálním shromáždění setrval do konce funkčního období, tedy do voleb roku 1990. Netýkal se ho proces kooptací do Federálního shromáždění po sametové revoluci.